# X display manager
X display manager est le terme générique utilisé pour désigner un composant d'une interface graphique avec l'utilisateur. Une interface homme-machine est le vocable usuellement employé (IHM en français, GUI en anglais pour graphical user interface). Dans le contexte du système de fenêtre X (X Window System), ce composant s'appelle un gestionnaire d'affichage (X display manager, dit XDM/DM). Le DM/XDM est un programme qui permet de démarrer une session sur un serveur X. Dans un contexte d'architecture client-serveur classique, ce peut être de lancer une session d'interactions homme-machine (dite souvent GUI ou IHM) sur le serveur X local ou distant. Le lancement se fera indifféremment du point de vue de l'utilisateur en face de l'écran sur celui de l'ordinateur local ou tout autre serveur X d'un ordinateur distant quelconque. On abrège très souvent l'expression « Display Manager » par DM. On le fait précéder d'un mot, d'un acronyme ou d'une lettre qui représente l'écosystème de l'environnement graphique qui sert à faire l'interface avec l'utilisateur.

## X display managers les plus courants
- LightDM pour Unity, qui se lit « light display manager »
- GDM pour GNOME, qui se lit « gnome display manager »
- KDM était utilisé pour KDE  « KDE display manager », il a été remplacé par SDDM
- XDM pour X Window, qui se lit « x window display manager »

## X display managers alternatifs
- SLiM, un gestionnaire d'affichage qui se veut léger et rapide
- WDM pour Window Maker
- Entrance pour Enlightenment
- LDM, gestionnaire d'affichage spécialement écrit pour LTSP